# Водно-сольовий обмін
Водно-сольовий обмін — комплекс процесів всмоктування, розподілу, споживання і виділення води та солей у тварин і людини. Водно-сольовий обмін підтримує постійний осмотичний тиск, йонний склад і кислотно-основний баланс внутрішнього середовища організму (гомеостаз). Водний баланс досягається в організмі шляхом забезпечення того, щоб кількість води, що споживається та утворюється в результаті метаболізму, дорівнювала кількості води, що виділяється. Споживання в нормі регулюється поведінковими механізмами, такими як спрагу та тягу до солі та солених продуктів, а виділенн через сечовидільну. Хоча через шкіру, легені та фекалії втрачається майже літр води на день, саме нирки є основним місцем обробки та виведення води.

#### Контроль обміну води і солей нирками[1]
Одним із способів, за допомогою яких нирки можуть безпосередньо контролювати об'єм рідин організму, є кількість води, що виділяється з сечею. Або нирки можуть зберігати воду, виробляючи сечу, концентровану відносно плазми, або вони можуть позбавляти організм від надлишку води, виробляючи сечу, розбавлену відносно плазми.
Виділення води в нирках контролюється вазопресином, або антидіуретичним гормоном (АДГ), лептином (пептидним гормоном, який виділяється гіпоталамусом). Вазопресин викликає збільшення водопровідністі водних каналів у мембрані клітини, що дозволяє відбутися реабсорбції води. Без АДГ тільки невелика кількість води реабсорбується в збірних протоках і виділяється розведена сеча.
На секрецію АДГ впливають наступні фактори (потрібно зауважити, що все, що стимулює секрецію АДГ, також стимулює спрагу):
1. Спеціальні рецептори в гіпоталамусі, чутливі до підвищення осмолярності плазми (коли плазма стає занадто концентрованою). Вони стимулюють секрецію АДГ.
2. Через барорецептори (рецептори розтягування в передсердях серця), які активуються більшим, ніж нормальний, об'ємом крові, що повертається до серця з вен. Вони пригнічують секрецію АДГ, оскільки організм хоче позбутися надлишку рідини.
3. Через рецептори розтягування в аорті та сонних артеріях, які стимулюються при падінні артеріального тиску. Вони стимулюють секрецію АДГ, оскільки організм хоче підтримувати достатній об'єм для створення кров'яного тиску, необхідного для доставки крові до тканин.

#### Водно-сольовий обмін в лімфі[2]
Встановлено, що лімфатичній системі властива функція регулятора водно-сольового обміну, що здійснюється за рахунок гуморальних властивостей лімфи та дискретності її статичного тиску в грудній лімфатичній протоці. Центральна лімфа надає стабілізуючу дію як на осмо-, так і на об'єморегуляторну функції нирок, кардіо- та гемодинаміку. Стан гострої лімфогіпертензії в системі грудної лімфатичної протоки активізує механізми водно-сольового обміну, спрямовані на зменшення об'єму позаклітинної рідини.

#### Висновок
Коли кількість води у нашому тілі змінюється, також може змінитись рівень електролітів (солей) у нашому тілі. Кількість вжитоої води, має дорівнювати кількості, втраченої. Якщо щось порушує цей баланс, можливо, у тілі знаходиться занадто мало води (дегідратація) або забагато (гіпергідратація). Деякі ліки, блювота, діарея, пітливість, проблеми з печінкою або нирками можуть порушити водний баланс.